# Gilbertöarna

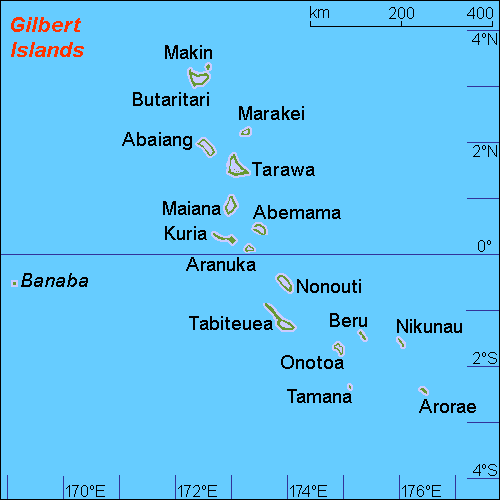
Karta över Gilbertöarna.

Gilbertöarna (även Tungaru) är en ögrupp i Mikronesien i västra Stilla havet. Ögruppen är en av huvuddelarna i landet Kiribati.

## Historia
Gilbertöarna beboddes av mikronesier långt innan de upptäcktes av européer. Butaritari upptäcktes av spanjoren Pedro Fernández de Quirós redan den 21 december 1605 och Nikunau den 2 juli 1765 av brittiske John Byron. Brittiske Thomas Gilbert och John Marshall seglade genom området 1788 och upptäckte ytterligare öar. 1820 namngav estnisk/ryske Adam Johann von Krusenstern öarna îles Gilbert. Gilbertöarna blev tillsammans med Elliceöarna slutligen ett brittiskt protektorat i oktober 1892. I januari 1916 införlivades kolonin Gilbert och Elliceöarna i det Brittiska Västra Stillahavsterritoriet.
Under andra världskriget ockuperades öarna åren 1941 till 1944 av Japan. Den 20 november 1943 landsteg den amerikanska armén och 2. marinkårsdivisionen på Makin och Tarawa, och initierade striderna om Makin och Tarawa, där japanerna besegrades. Gilbertöarna användes sedan för att stödja invasionen av Marshallöarna i februari 1944. Efter kriget återgick öarna under brittisk överhöget. 1971 erhöll öarna autonomi och den 12 juli 1979 bildades den självständiga nationen Kiribati.

## Geografi
Gilbertöarna består av 11 korallatoller och fem öar med en sammanlagd areal om cirka 282 km². Ögruppen är ett av tre öområden i Kiribati och ligger cirka 3 300 km nordöst om Papua Nya Guinea och cirka 1 800 km nordväst om Phoenixöarna. Öarna är låga korallöar och atollerna är
- Abaiang, cirka 16 km²
- Abemama, cirka 28 km²
- Aranuka, cirka 15 km²
- Arorae, cirka 7,6 km²
- Beru, cirka 15 km²
- Butaritari, cirka 14 km²
- Kuria, cirka 12,7 km²
- Maiana, cirka 17 km²
- Makin, cirka 6,7 km²
- Marakei, cirka 13 km²
- Nikunau, cirka 18,2 km²
- Nonouti, cirka 29 km²
- Onotoa, cirka 13 km²
- Tabiteuea, cirka 38 km²
- Tamana, cirka 4,8 km²
- Tarawa, huvudön, cirka 32 km²